# Жем
Жем (каз. Жем/Jem) — город в Мугалжарском районе Актюбинской области Казахстана.
Расположен в 10 километрах к югу от города Эмба. Название города восходит к казахскому наименованию реки реки Эмба, на которой город и находится.

## История
Датой основания современного города Жем считается 7 мая 1960 года, когда в 10 километрах от станции Эмба Актюбинской области Казахской ССР был развернут палаточный лагерь для возведения военного поселения, которое обозначалось как площадка №10 или Эмба-5. Этот военный городок являлся, административным и жилым центром 11-го государственного научно-исследовательского испытательного полигона Министерства обороны СССР. Близ поселения на реке Эмба возвели плотина, а в самом городке была построена инфраструктура — многоквартирные дома, школы, парки, госпиталь, вычислительный центр и гарнизонный дом офицеров (ГарДО).
В 1999 году военный полигон был расформирован, а российские войска передислоцировались на полигон «Капустин Яр» (Астраханская область, Россия), а город Эмба-5 стал называться в Жем (это прежнее историческое название реки Эмба, на берегу которой стоит город).
В декабре 2006 года закончено строительство новой железнодорожной линии Жем — Жанажол протяженностью 80 километров (предназначена для транспортировки газа и нефти с месторождения Жанажол). Ввод в эксплуатацию данной железной дороги поспособствовал развитию инфраструктуры, созданию новых рабочих мест (не менее 100), решению транспортных и социальных проблем региона. Проектная грузовая мощность дороги — более 2 млн тонн груза в год, пассажиропоток — до 6 тысяч человек в месяц.
В 2011—2012 годах Жем был газифицирован, что позволило сократить расходы на отопление города. Газопровод протянули из Эмбы.

## Экономика
В 40—50 километрах от города находится нефтегазовое месторождение «Алибекмола».
До 2019 году в городе Жем действовало исправительное исправительное учреждения КА-168/5.

## Галерея

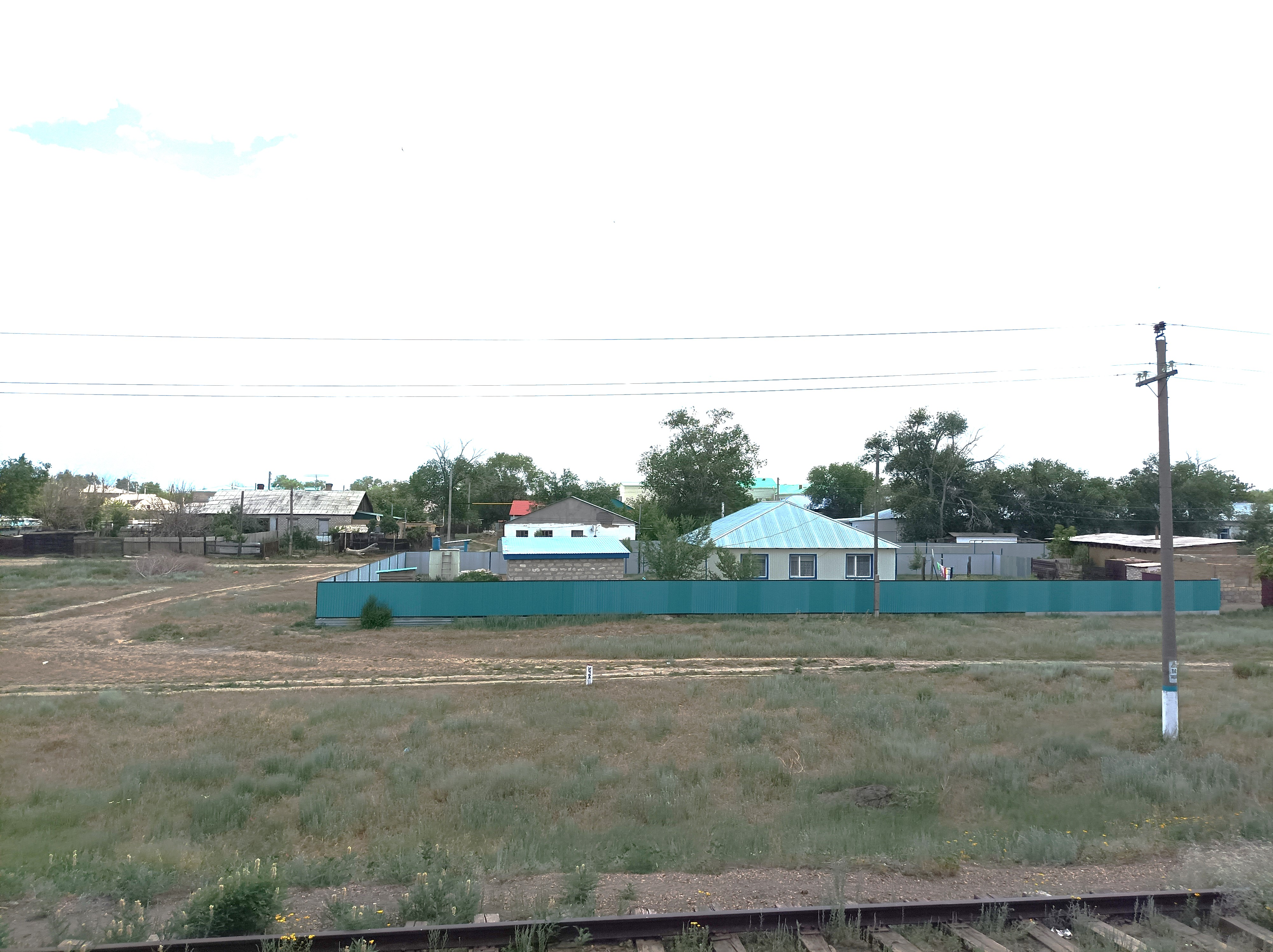
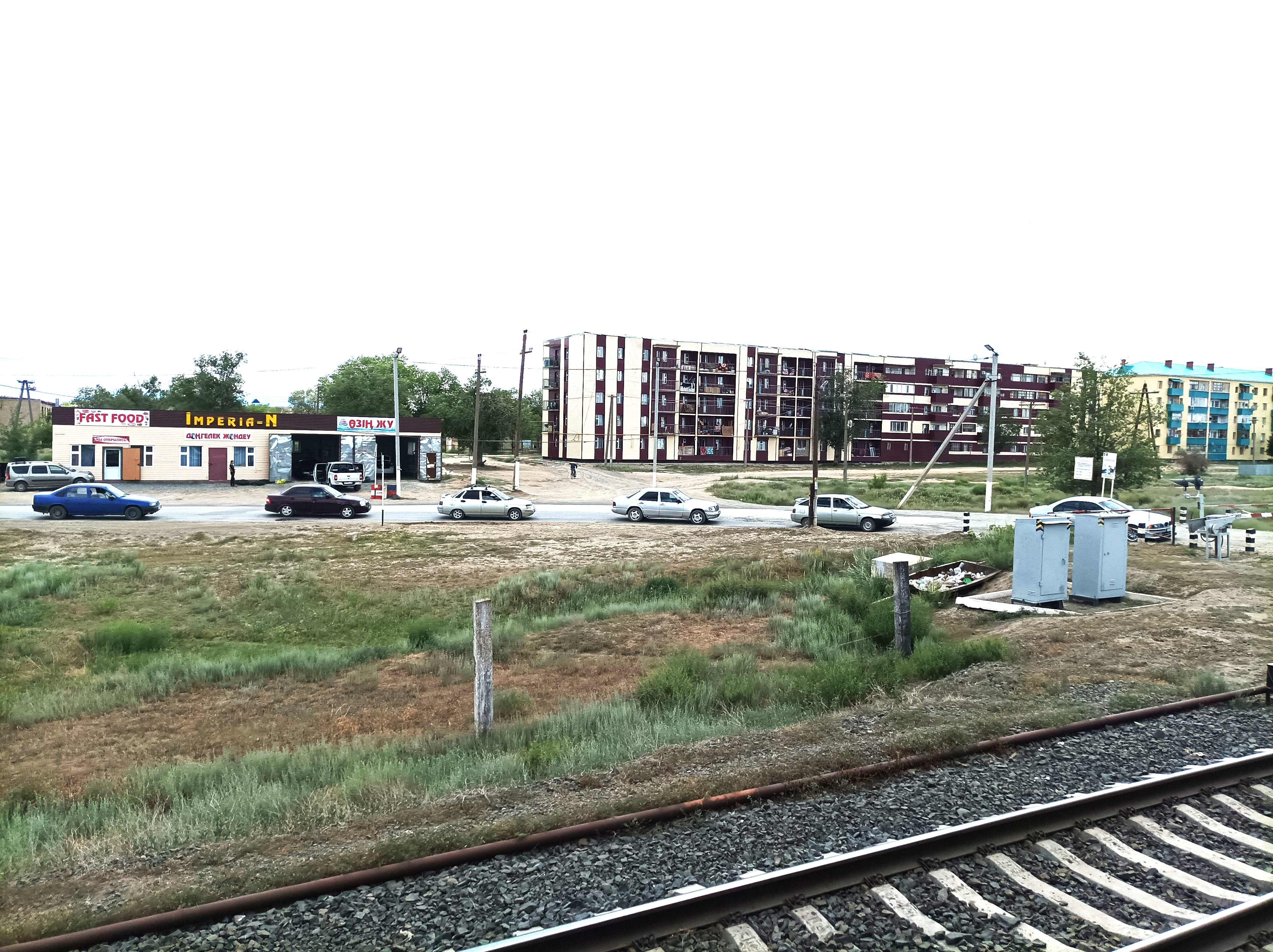
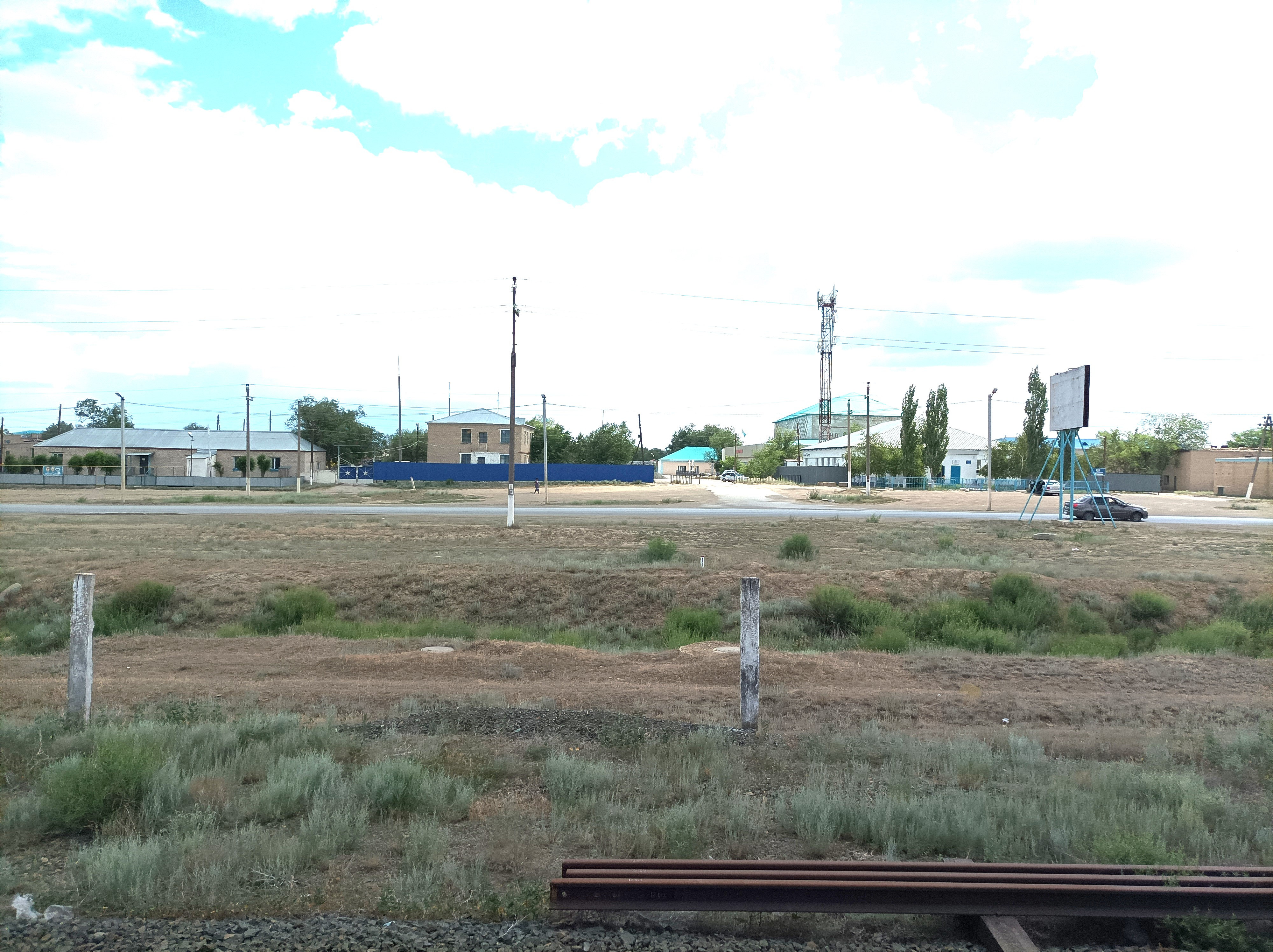
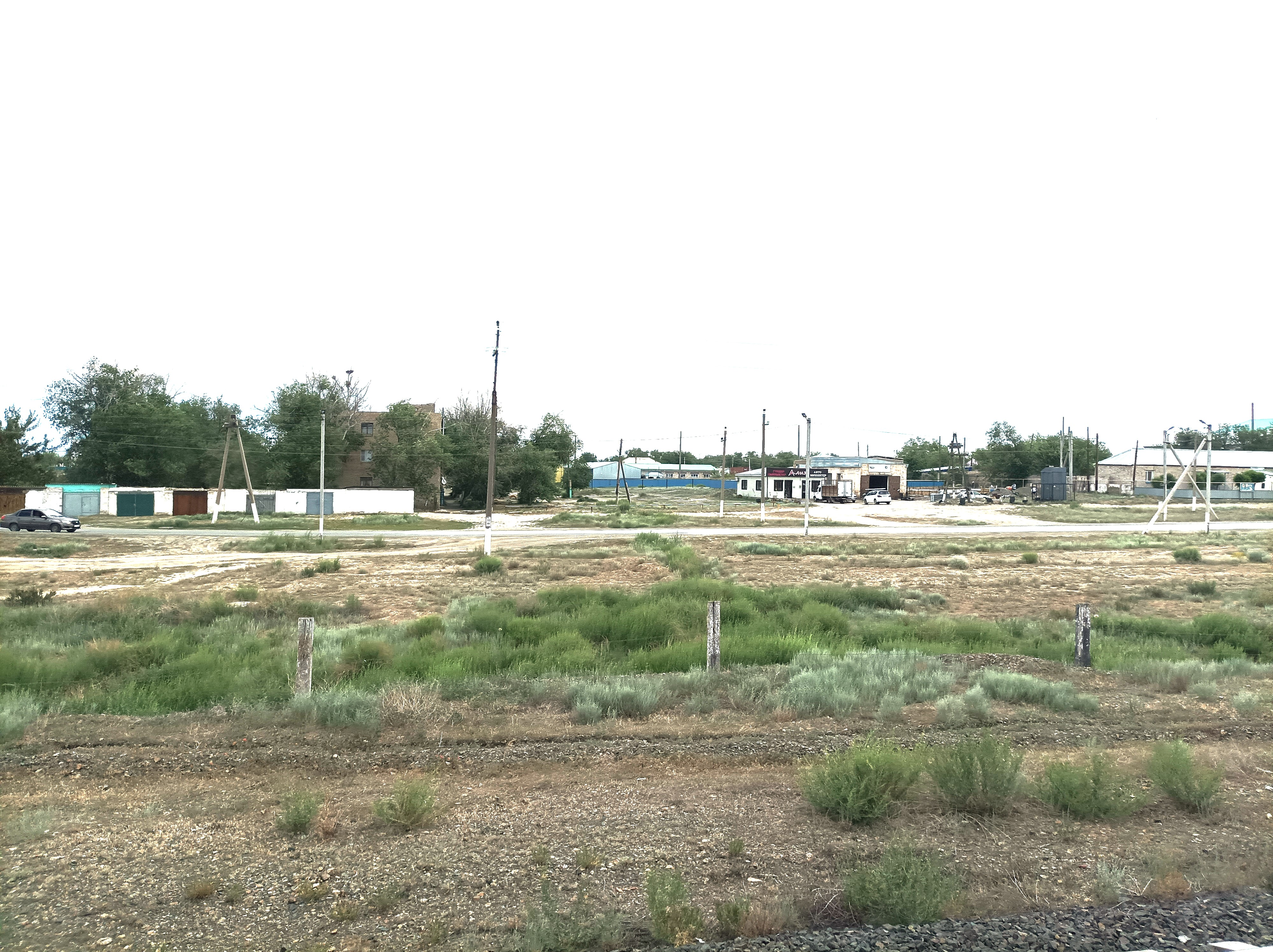
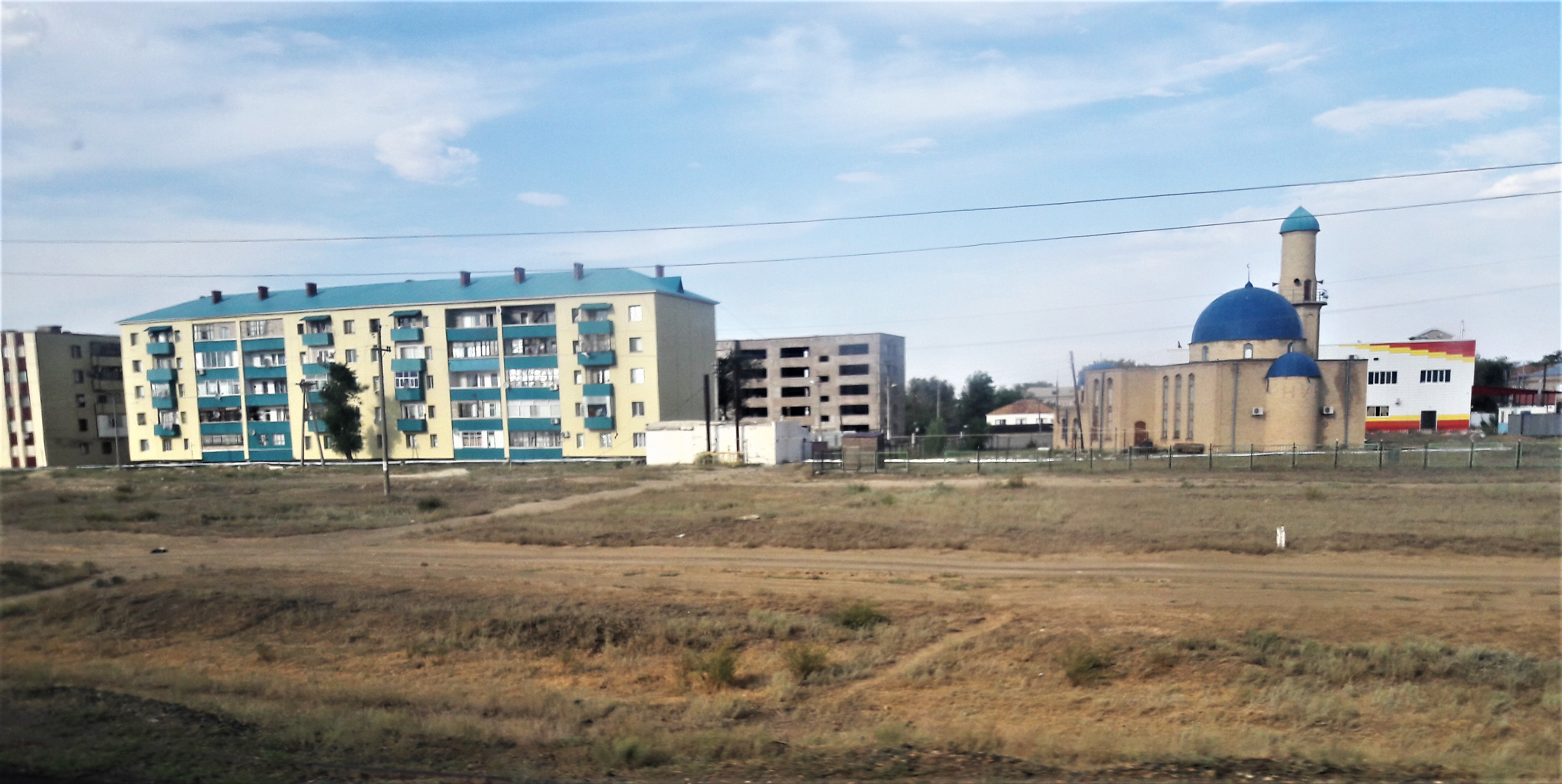

## Население
| 1999 | 2009  | 2021  |
| ---- | ----- | ----- |
| 1142 | ↗1936 | ↘1355 |